# Neoarctia
Neoarctia is een geslacht van vlinders van de familie spinneruilen (Erebidae), uit de onderfamilie Arctiinae.

## Soorten
- N. beanii Neumoegen, 1891
- N. brucei Edwards, 1880
- N. lafontainei Ferguson, 1985